# جشنواره ملی توت فرنگی
جشنواره ملی توت فرنگی در بلویل، میشیگان، که در سال ۱۹۷۷ تأسیس شد، به عنوان راهی برای کشاورزان محلی برای جشن گرفتن محصولات توت فرنگی خود آغاز شد. این جشنواره که طی سه روز برگزار می‌شود و در سومین آخر هفته ژوئن برگزار می‌شود، رویدادهای بسیاری را برای افراد در هر سنی ارائه می‌کند. با همکاری کلیساها و مدارس منطقه، برخی از رویدادها عبارتند از:
- بینگو
- دسرهای توت فرنگی
- رژه
- نمایشگاه ماشین
- «مجله ملکه توت فرنگی»
- سرگرمی زنده

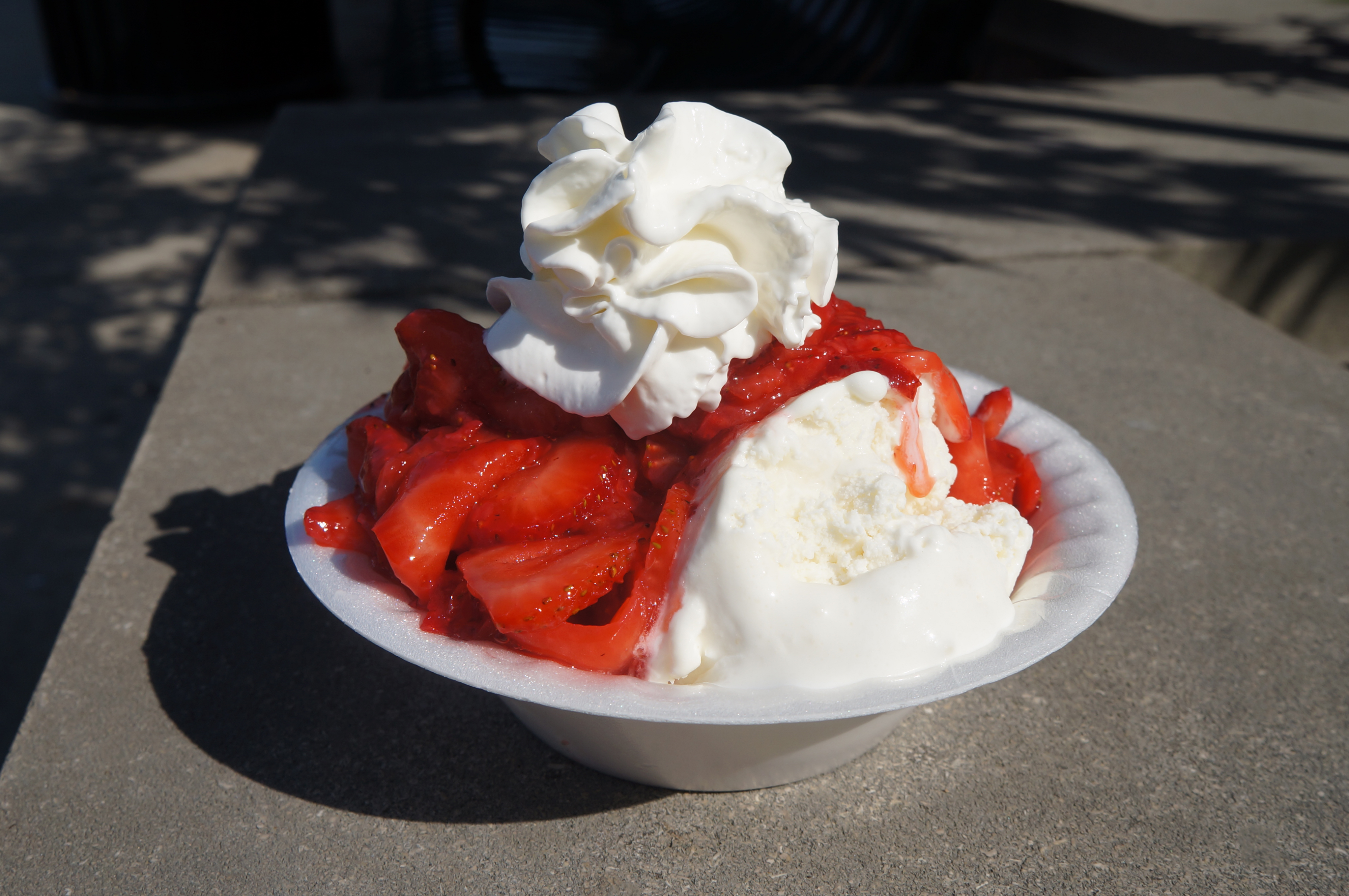
کیک توت فرنگی از Myrtle Lodge شماره ۸۹، F&AM

این جشنواره هر ساله بیش از ۲۰۰۰۰۰ نفر را از جنوب شرقی میشیگان و دورتر جذب می‌کند.
این جشنواره در سال ۲۰۲۰–۲۰۲۱ ناشی از دنیاگیری کویید-۱۹ تعطیل شد و در سال ۲۰۲۲ از سر گرفته خواهد شد.